# Maguistralni (Krasnodar)
Maguistralni (del ruso: Магистральный) es un posiólok del raión de Bélaya Glina del krai de Krasnodar de Rusia. Está situado próximo a la frontera del óblast de Rostov, a orillas de un afluente del Sredni Yegorlyk 22 km al noroeste de Bélaya Glina y 204 km al nordeste de Krasnodar, la capital del krai. Pertenece al municipio Tsentrálnoye. Tenía 200 habitantes en 2010

## Transporte
Por la localidad pasa la carretera Rostov-Stávropol.